# Pedro Diez Canseco
Pour les articles homonymes, voir Diez et Canseco.
Pedro Diez Canseco (né le 31 janvier 1815 à Arequipa, au Pérou et mort le 3 avril 1893  à Chorrillos) est un militaire et homme d'État péruvien du XIXe siècle.

## Biographie
Pedro Diez Canseco fut président de la République par intérim à deux occasions :
- du 8 novembre au 28 novembre 1865.
- du 23 septembre 1867 au 2 août 1868.